# Pararge megera
A borboleta-salta-cercas (Pararge megera) é uma espécie de insetos lepidópteros, mais especificamente de borboletas pertencente à família Nymphalidae.

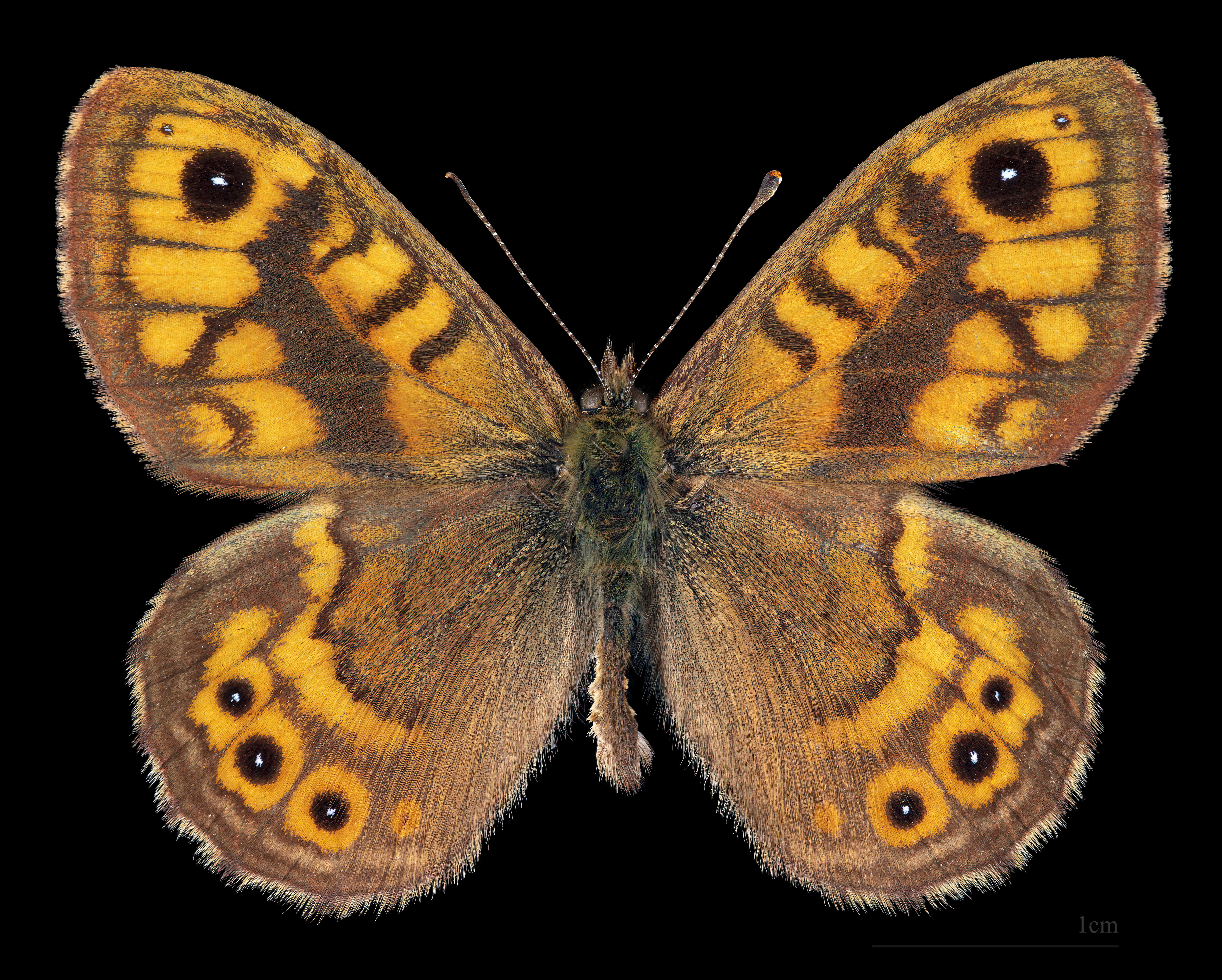
Lasiommata megera megera  ♂
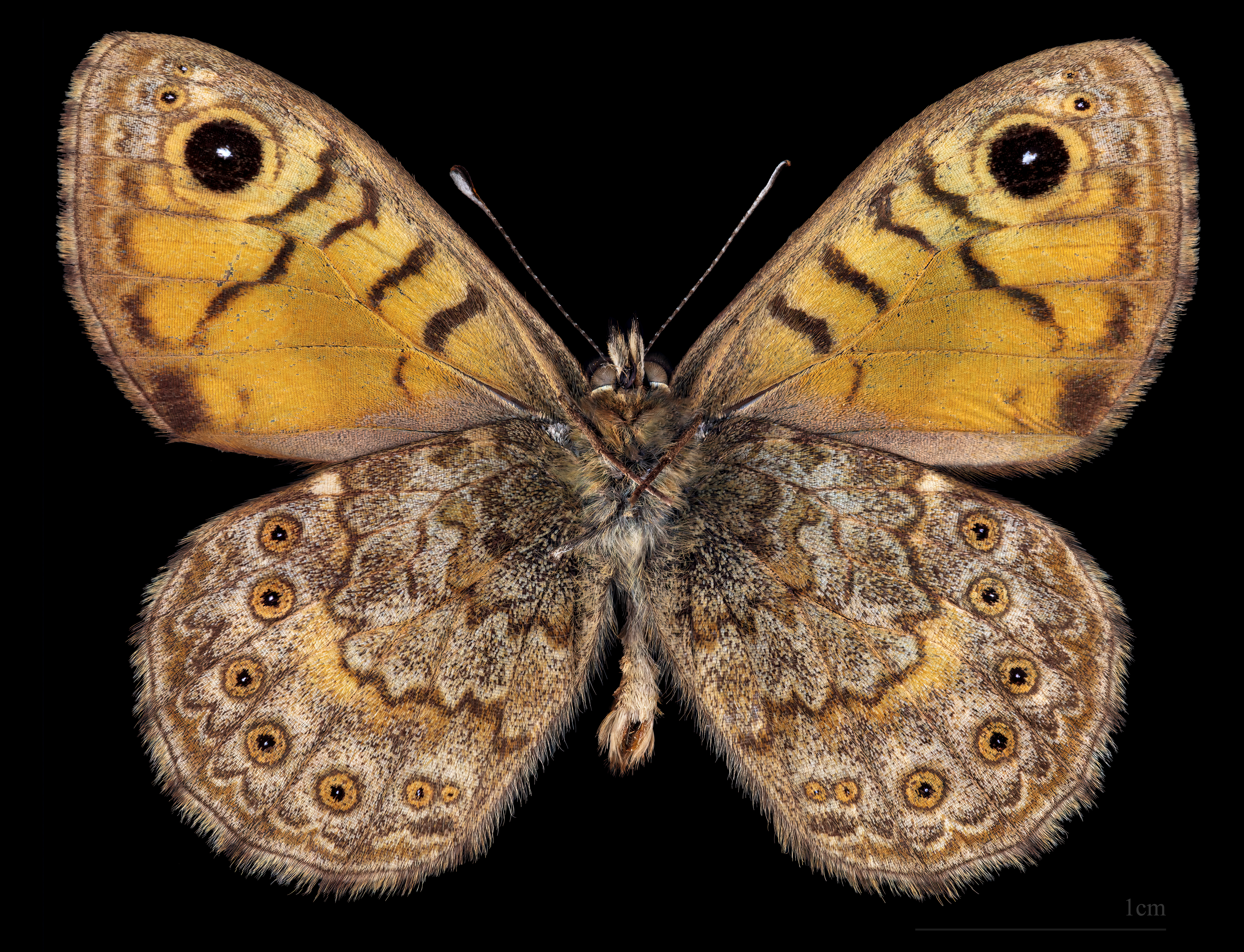
♂ △
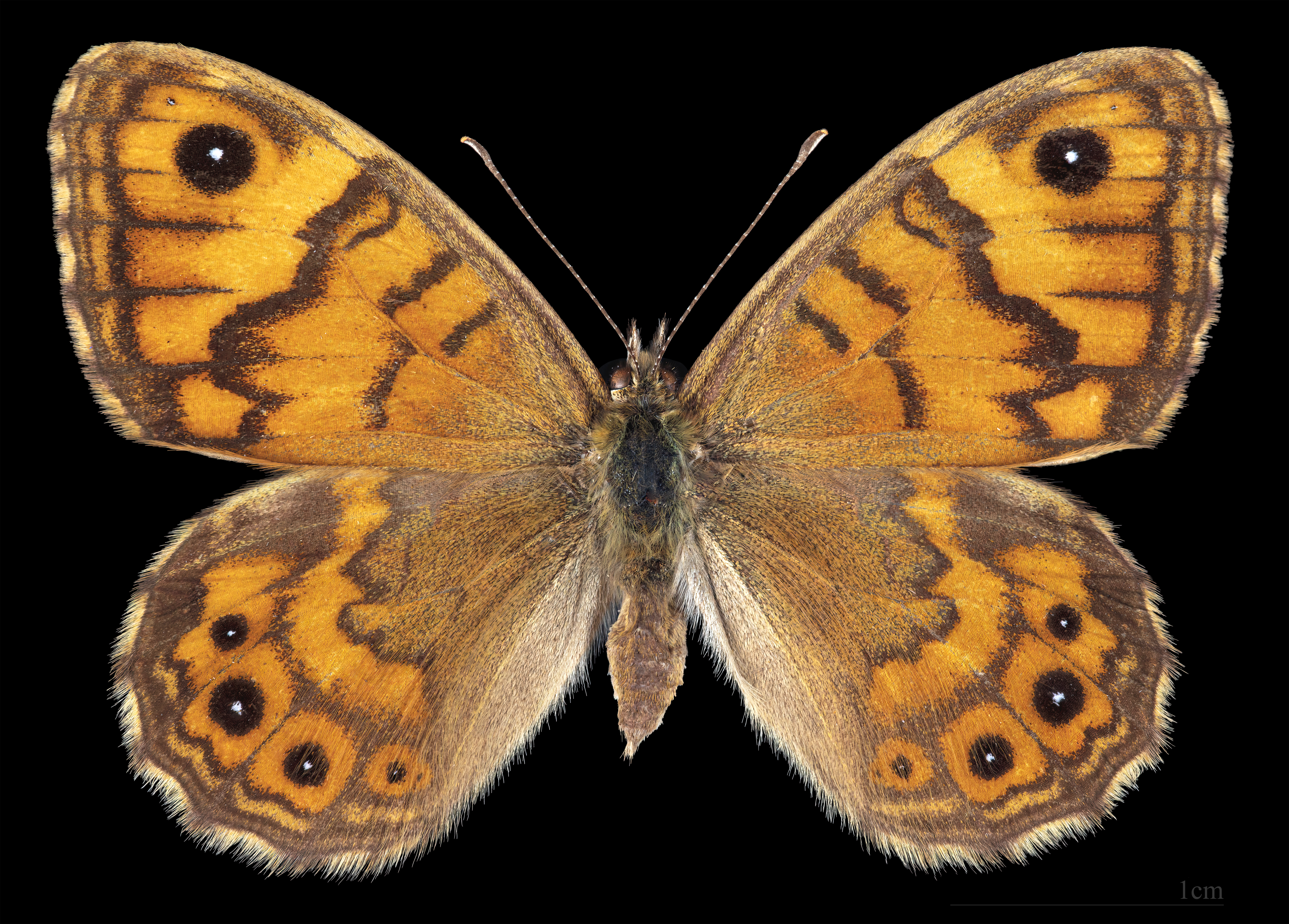
♀
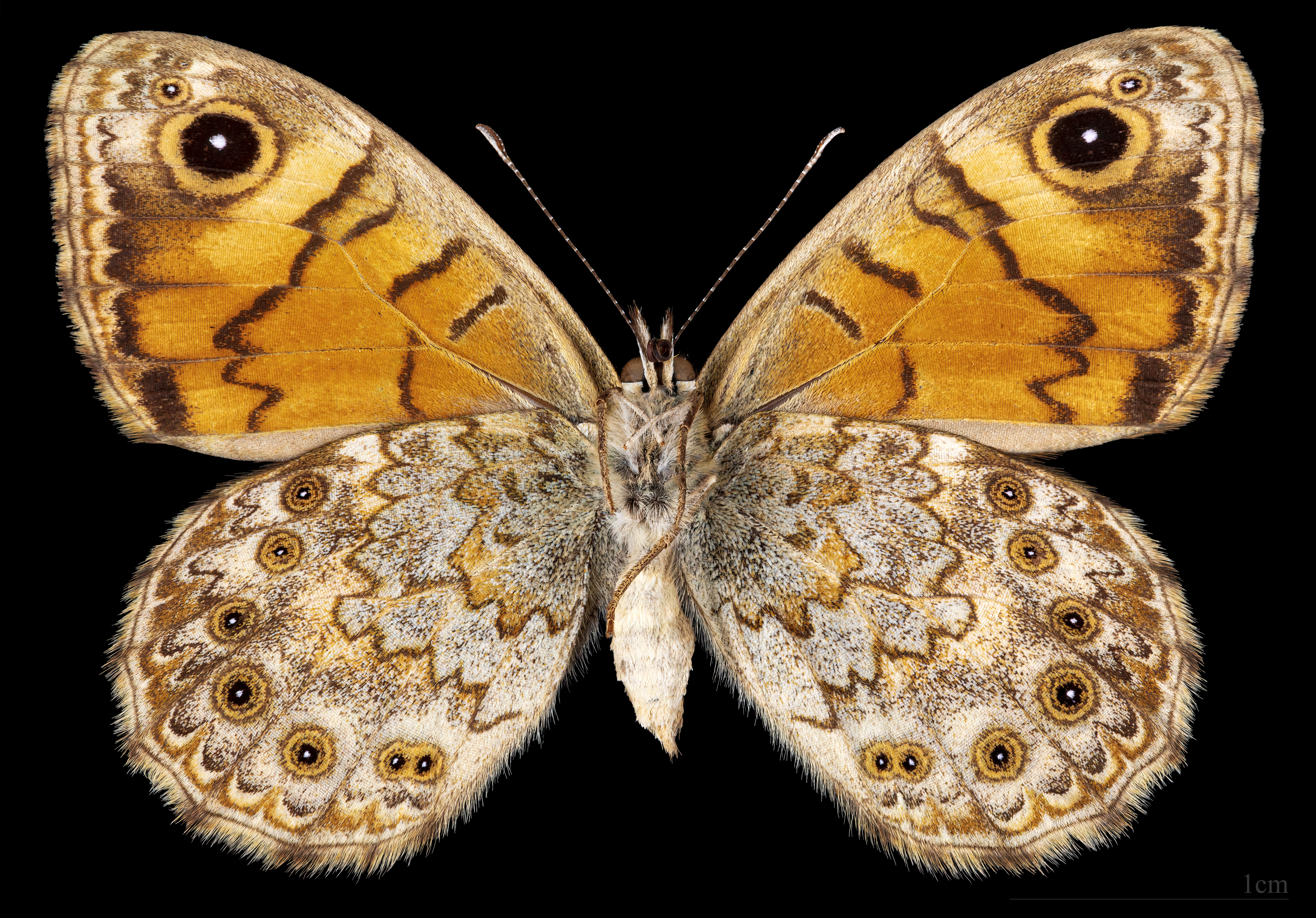
♀ △

A autoridade científica da espécie é Linnaeus, tendo sido descrita no ano de 1767.
Trata-se de uma espécie presente no território português.